# Carla Juri

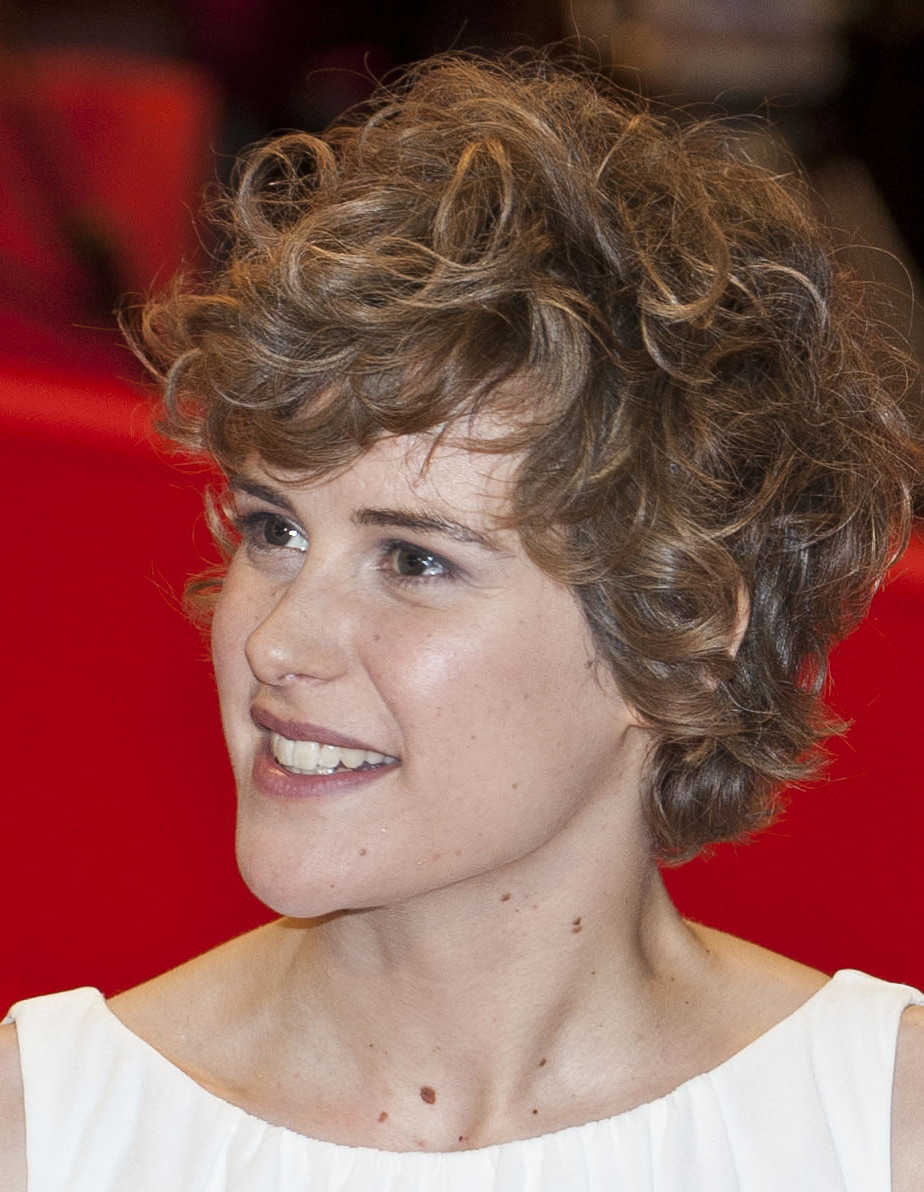
Carla Juri bei der Berlinale 2013

Carla Juri (* 2. Januar 1985 in Locarno) ist eine Schweizer Schauspielerin.

## Leben
Juri wuchs dreisprachig mit Deutsch, Englisch und Italienisch in Ambrì, einem Dorf in der italienischen Schweiz, auf. Ihr Vater arbeitete als Anwalt und ihre Mutter war eine Bildhauerin. Als Schülerin spielte sie Eishockey beim HC Ambrì-Piotta und verbrachte ein Jahr an einer Sport-Highschool in den USA. Anschließend war sie unter anderem als Stürmerin für den SC Reinach in der Leistungsklasse A aktiv. Von 2005 bis 2010 studierte sie in Los Angeles und London Schauspiel. Seit dem Kurzfilm Midday Room aus dem Jahr 2006 ist sie als Film- und Fernsehschauspielerin tätig. 2011 erhielt sie für ihre Darstellung in dem Episodenfilm 180° (2010) den Schweizer Filmpreis in der Kategorie Beste Nebenrolle. Im Jahr darauf wurde sie für ihre Hauptrolle in Eine wen iig, dr Dällebach Kari mit dem gleichen Preis als Beste Darstellerin ausgezeichnet. 2013 gehörte sie zu den zehn europäischen Nachwuchsschauspielern, die im Rahmen der Internationalen Filmfestspiele Berlin den Shooting Star erhielten.
Sie spielte die Hauptrolle in der Literaturverfilmung Feuchtgebiete aus dem Jahr 2013, wofür sie 2013 für den Bambi und 2014 für den Deutschen Filmpreis nominiert war. 2016 war sie in der Filmbiografie Paula als Paula Modersohn-Becker zu sehen. Neben deutschsprachigen und schweizerdeutschen Produktionen tritt sie auch in englisch- und italienischsprachigen Filmen wie Blade Runner 2049 auf.
Juri lebt in London.

## Filmografie (Auswahl)
- 2006: Midday Room (Kurzfilm)
- 2008: The Space You Leave (Kurzfilm)
- 2010: 180° – Wenn deine Welt plötzlich Kopf steht
- 2010: Stationspiraten
- 2011: Un passo dal cielo (Fernsehserie, Folge 1x07)
- 2012: Eine wen iig, dr Dällebach Kari
- 2012: Questo è mio
- 2012: Der Kriminalist (Fernsehserie, Folge Des Königs Schwert)
- 2012: Jump
- 2013: Finsterworld
- 2013: Feuchtgebiete
- 2013: Lovely Louise
- 2014: Spooky & Linda
- 2014: Fossil
- 2016: Brimstone
- 2016: Morris aus Amerika (Morris from America)
- 2016: Paula
- 2017: Blade Runner 2049
- 2019: Als Hitler das rosa Kaninchen stahl
- 2019: Intrigo: In Liebe, Agnes (Intrigo: Dear Agnes)
- 2020: Amulet
- 2020: Six Minutes to Midnight
- 2022: Blood

## Auszeichnungen
- 2011: Schweizer Filmpreis als Beste Nebendarstellerin in 180° – Wenn deine Welt plötzlich Kopf steht
- 2012: Schweizer Filmpreis als Beste Schauspielerin in Eine wen iig, dr Dällebach Kari
- 2013: Shooting Star – Europas Beste Junge Schauspieler an der Berlinale